# Budżet domowy
Budżet domowy (również budżet rodzinny, budżet gospodarstwa domowego) – zestawienie przychodów i rozchodów (w tym głównie wydatków) w ustalonym przedziale czasowym (budżet) w gospodarstwie domowym.
Budżet domowy jest narzędziem efektywnie wspierającym zarządzanie finansami w gospodarstwie domowym. Budżety domowe są zwykle sporządzane w horyzoncie rocznym albo miesięcznym. Jeśli rozchody są równe przychodom, wówczas budżet ma charakter zrównoważony. Jeśli rozchody przewyższają przychody, wówczas budżet charakteryzuje się deficytem. Źródłem finansowania deficytu mogą być oszczędności lub zaciągnięte pożyczki, kredyty. Jeśli rozchody są niższe niż przychody, wówczas budżet charakteryzuje się nadwyżką, która tworzy oszczędności.
Przychody i rozchody w budżecie domowym są zazwyczaj grupowane w kategorie przychodowe i wydatkowe. Do kategorii przychodowych zalicza się m.in. przychody regularne i nieregularne ze stosunku pracy, przychody z inwestycji, spadki i darowizny, wygrane i prezenty. Do rozchodów zalicza się m.in. wydatki na żywność i napoje bezalkoholowe, użytkowanie mieszkania, nośniki energii, odzież i obuwie, edukację, rekreację i kulturę, zdrowie, transport, łączność. Tworząc budżet domowy w odniesieniu kategorii przychodowych wyznacza się cele, zaś do wydatków – limity.
Szczególne trudności związane są z monitorowaniem realizacji budżetu domowego, co wynika głównie z uciążliwości notowania wszystkich realizowanych wydatków. Istnieje wiele narzędzi wspierających monitoring budżetu domowego. Należą do nich aplikacje budżetowe oferowane przez banki w ramach pakietów z rachunkami oszczędnościowo-rozliczeniowymi, aplikacje budżetowe na urządzenia mobilne, internetowe agregatory informacji o wydatkach i przychodach.
Szczegółowe badania statystyczne budżetów polskich gospodarstw domowych są prowadzone przez Główny Urząd Statystyczny na reprezentatywnej próbie gospodarstw domowych. Ich wyniki są publikowane raz na rok.